# Geoffrey P. Megargee
Geoffrey Preaut Megargee (Kingston, 4 de noviembre de 1959 - Arlington, 1 de agosto de 2020) fue un historiador, editor y escritor estadounidense especializado en la historia militar de la Segunda Guerra Mundial y la historia del Holocausto. Trabajó como director del proyecto y editor en jefe de la Encyclopedia of Camps and Ghettos, 1933-1945, producida por el Museo Conmemorativo del Holocausto de los Estados Unidos. El trabajo de Megargee sobre el Alto Mando del Ejército Alemán (OKH) titulado Inside Hitler's High Command,  ganó el Premio al Libro Distinguido de la Sociedad de Historia Militar.

## Biografía

### Infancia y juventud
Megargee nació el 4 de noviembre de 1959 y se graduó de la Universidad de St. Lawrence del condado de St. Lawrence (Nueva York), con una licenciatura en letras (Bachelor of Arts)  en 1981. Luego sirvió en el ejército de los Estados Unidos y trabajó en el sector privado. Completó una Maestría en Historia Europea en la Universidad Estatal de San José en San José, California y luego completó su Doctorado en Filosofía en Historia Militar en la Universidad Estatal de Ohio en 1998.

### Carrera académica
Megargee es autor de varios libros sobre las operaciones militares alemanas durante la Segunda Guerra Mundial, incluido un trabajo de 2006 sobre la Operación Barbarroja, la invasión alemana de la Unión Soviética. Titulado War of Annihilation: Combat and Genocide on the Eastern Front, 1941, el libro se centra en la mezcla de objetivos militares y genocidas de la Alemania nazi durante la invasión. Al revisar el libro, el historiador Stephen G. Fritz de la East Tennessee State University (ETSU) señaló que la intención de Megargee era remediar una «curiosa desconexión en la literatura histórica sobre la guerra nazi-soviética entre los aspectos militares y criminales de la campaña». Fritz elogia al autor por esta intención y por haber escrito «una excelente síntesis de los primeros seis meses de la guerra nazi-soviética que logra ser a la vez concisa y, sin embargo, sorprendentemente sustantiva». Según Fritz, el libro también se centra en la «característica recurrente del esfuerzo bélico alemán: una considerable aptitud operativa combinada con confusión estratégica».
Megargee también fue autor del libro de 2000 Inside Hitler's High Command. Publicado por la editorial University Press of Kansas, el libro recibió el Premio al Libro Distinguido 2001 de la Sociedad de Historia Militar. Este último libro, analiza el funcionamiento interno del Comando Supremo de las Fuerzas Armadas de Alemania, el OKW (Oberkommando der Wehrmacht). Al revisar el trabajo para la revista Foreign Affairs, el politólogo Eliot A. Cohen describe el libro como una «historia bien ejecutada que demuele los relatos autoexculpatorios» de los generales de la Wehrmacht que se suscriben a la «escuela de historiografía "si el Führer me hubiera escuchado"». Cohen señala:

En un análisis claro pero erudito del alto mando alemán, Megargee muestra que el estado mayor alemán, a pesar de algunos destellos de genuína brillantez, tenía fallos profundos a largo plazo en áreas como inteligencia, logística y planificación estratégica. (...) Su análisis recuerda al lector que es la monotonía del trabajo del personal lo que a menudo gana y pierde guerras; es un tributo a las habilidades del autor que puede dejar ese hecho no solo claro sino muy interesante.

Megargee también sirvió como director del proyecto y editor en jefe de la Encyclopedia of Camps and Ghettos, 1933-1945, una serie de enciclopedias divididas en siete partes que explora la historia de los campos de concentración, guetos, campos de trabajos forzados y otros sitios de detención, persecución o asesinato patrocinado por la Alemania nazi y otras potencias del Eje en Europa y África. La serie esta producida por el Museo Conmemorativo del Holocausto de los Estados Unidos (USHMM) y publicada por Indiana University Press. La investigación comenzó en 2000; el primer volumen se publicó en 2009; el volumen final está programado para su publicación en 2025. Junto con las entradas en sitios individuales, las enciclopedias también contienen reseñas académicas para el contexto histórico.
El proyecto atrajo la atención de los medios de comunicación cuando sus editores anunciaron, en 2013, que la serie cubriría más de 42,500 sitios, ocho veces más de lo esperado. Los dos primeros volúmenes de la serie, que cubren los campos de concentración nazis y los guetos nazis, recibieron una respuesta positiva tanto de los académicos como de los supervivientes. Varios estudiosos han descrito las enciclopedias como la referencia más completa sobre sus temas determinados. El Volumen I fue galardonado con el Premio Nacional del Libro Judío de 2009 en la categoría del Holocausto.
Geoffrey P. Megargee falleció el 1 de agosto de 2020 a los 60 años de edad.

## Premios
- 2001ː Premio al Libro Distinguido de la Sociedad de Historia Militar por Inside Hitler's High Command (2000)[3]
- 2009ː Premio Nacional del Libro Judío por la Enciclopedia de campos y guetos, 1933–1945, Volumen I en la categoría Holocausto.[10][8]

## Publicaciones
Nota: ninguno de sus trabajos ha sido traducido al español.
- Megargee, Geoffrey P. (2000). Inside Hitler's High Command. Lawrence, Kansas: University Press of Kansas. ISBN 0-7006-1015-4.
- Megargee, Geoffrey P. (2006). War of Annihilation: Combat and Genocide on the Eastern Front, 1941. Lanham, MA: Rowman & Littlefield. ISBN 978-0-7425-4482-6.
- Megargee, Geoffrey P., ed. (2009). Early Camps, Youth Camps, and Concentration Camps and Subcamps under the SS-Business Administration Main Office (WVHA). Encyclopedia of Camps and Ghettos, 1933–1945. Indiana University Press. ISBN 978-0-253-35328-3.
- Megargee, Geoffrey P., ed. (2012). Ghettos in German-Occupied Eastern Europe. Encyclopedia of Camps and Ghettos, 1933–1945. Indiana University Press. ISBN 978-0-253-00202-0.
- Megargee, Geoffrey P., ed. (2018). Camps and Ghettos under European Regimes Aligned with Nazi Germany. Encyclopedia of Camps and Ghettos, 1933–1945 III. Bloomington: Indiana University Press. ISBN 978-0-253-02373-5.